# 아나콘다 (2025년 영화)
"아나콘다"(영어: Anaconda)는 2025년 개봉 예정인 미국의 액션, 코미디 공포 영화이다. 톰 고미칸이 감독과 공동각본을 맡았으며, 1997년 동명 영화를 리메이크한 작품이다.